# MDD Records
MDD Records est un label discographique allemand de heavy metal, basé à Nordhausen, Bade-Wurtemberg.

## Histoire
Le label MDD Records vient de Magic Demo Distribution, un distributeur de cassettes créé par Matthias Kietzmann à Calberlah en Basse-Saxe. Au début des années 1990, il diffuse les démos de groupes allemands et étrangers comme Ritual Sacrifice ou False Prophet.
En 1992, Matthias Kietzmann revient du Mexique et fonde son label, X-Rated Records, puis cesse rapidement son activité de distribution. Grâce à une petite annonce, Matthias Kietzmann contacte Markus Rösner, 17 ans, de Nordhausen. Dès qu'il a 18 ans, il collabore pleinement pour créer un label. MDD est fondé en 1993 devenant un label producteur et distributeur.

## Groupes et artistes
Les groupes suivants sont en contrat ou ont signé avec MDD Records :
- Debauchery
- Exarsis (de)
- Fall of Carthage
- Hatred
- Loonatikk (de)
- Mourning Caress (de)
- Night In Gales
- Nocte Obducta
- Pyogenesis
- Silent Overdrive
- Sacred Steel
- Terrible Old Man
- Thormesis (de)